# Ждяр (Словаччина)
Ждяр або Ждьяр (словац. Ždiar) — село в Словаччині, Попрадському окрузі Пряшівського краю. Розташоване в північній Словаччині в Біловодській долині на межі Бельянських Татер та Списької Маґури.
Уперше згадується у 1590 році.
У селі є римо-католицький костел з 1831 року.

## Населення
| Рік:            | 1994. | 2004.   | 2014.   | 2024.   |
| --------------- | ----- | ------- | ------- | ------- |
| Кількість осіб: | 1323  | 1330    | 1382    | 1357    |
| Різниця:        |       | +0,52 % | +3,90 % | -1,80 % |

| Рік:            | 2023. | 2024.   |
| --------------- | ----- | ------- |
| Кількість осіб: | 1363  | 1357    |
| Різниця:        |       | -0,44 % |

В селі проживає 1382 осіб.
Національний склад населення (за даними останнього перепису населення — 2001 року):
- словаки — 98,94 %,
- чехи — 0,38 %,
- поляки — 0,30 %, проте майже все село розмовляє по-гуральски
- моравці — 0,08 %,
- німці — 0,08 %,

Склад населення за приналежністю до релігії станом на 2001 рік:
- римо-католики — 95,38 %,
- протестанти — 0,76 %,
- греко-католики — 0,61 %,
- не вважають себе віруючими або не належать до жодної з вищезгаданих конфесій — 3,26 %

## Галерея

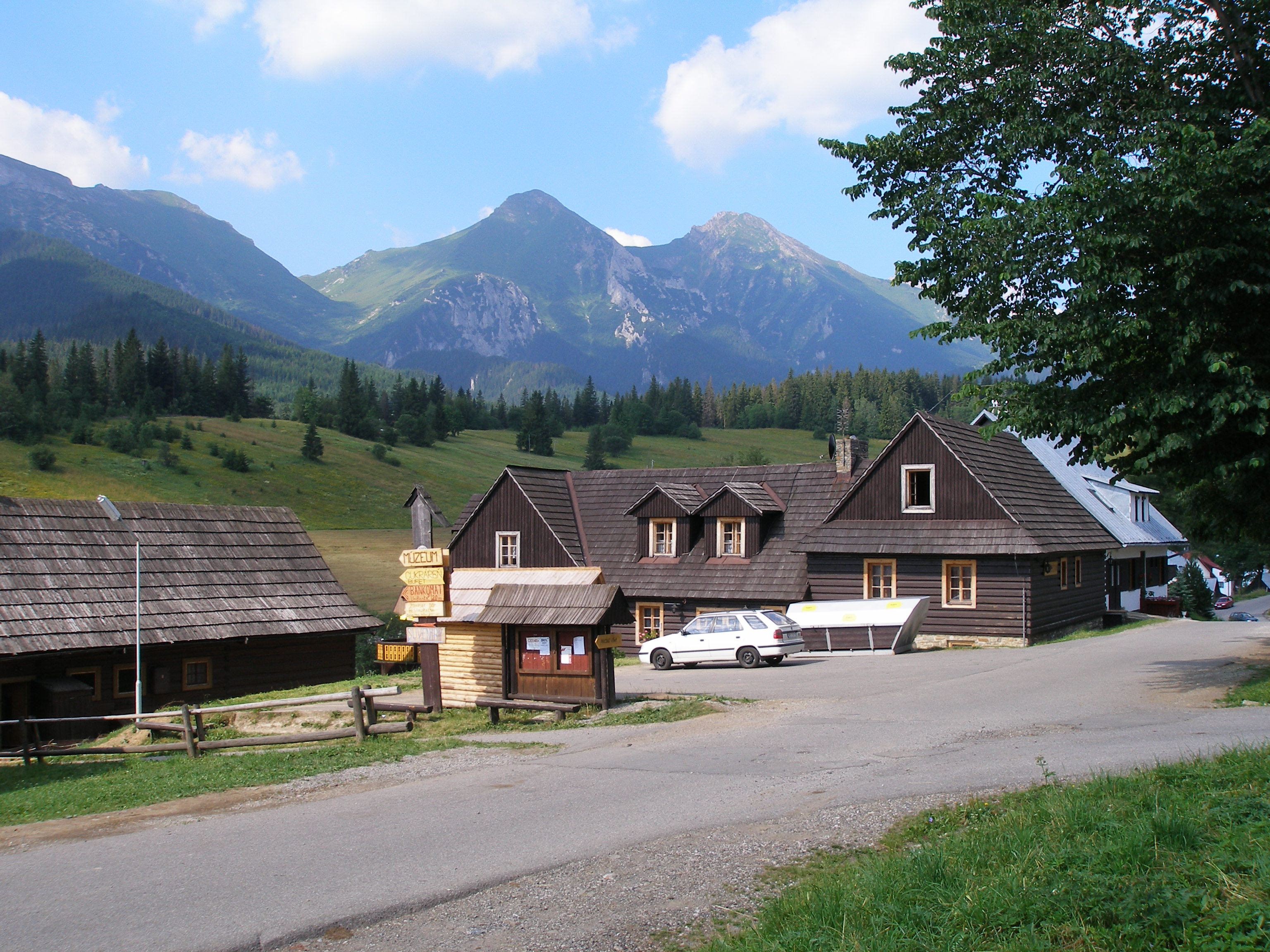
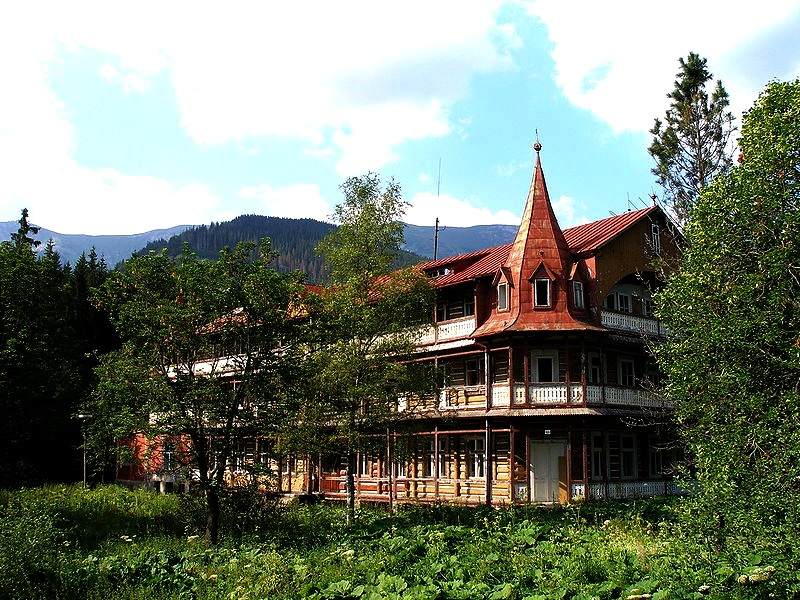
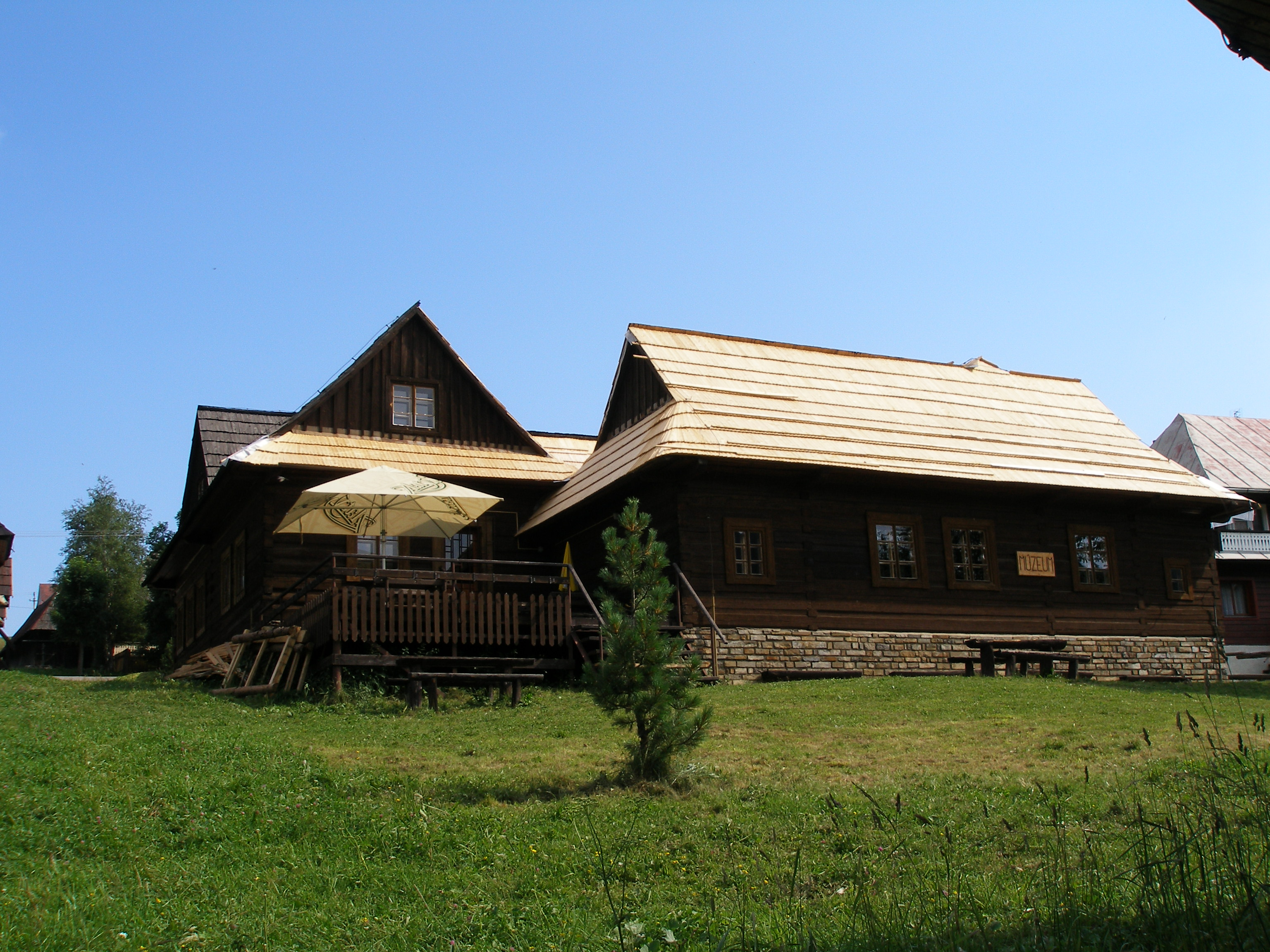
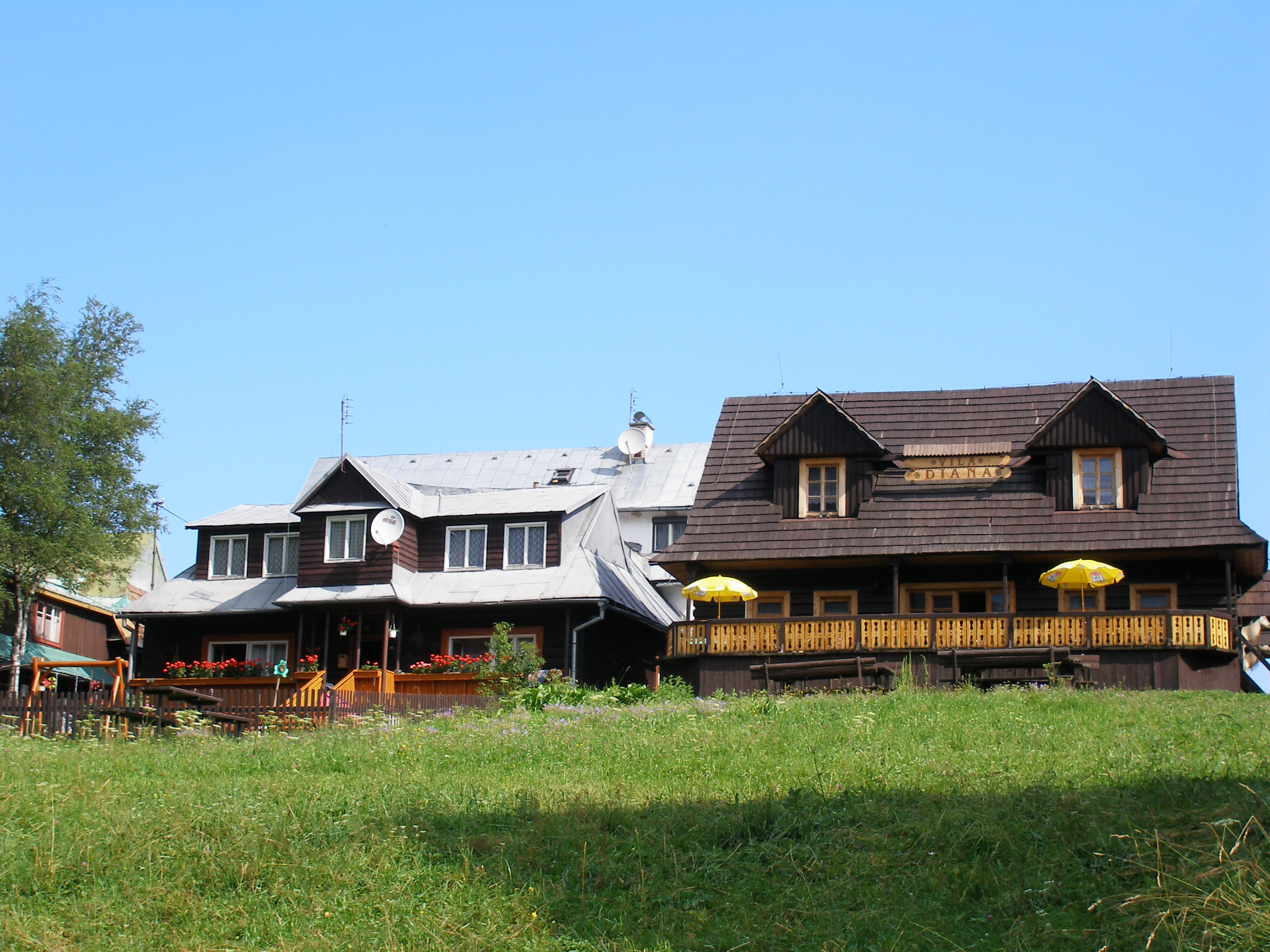
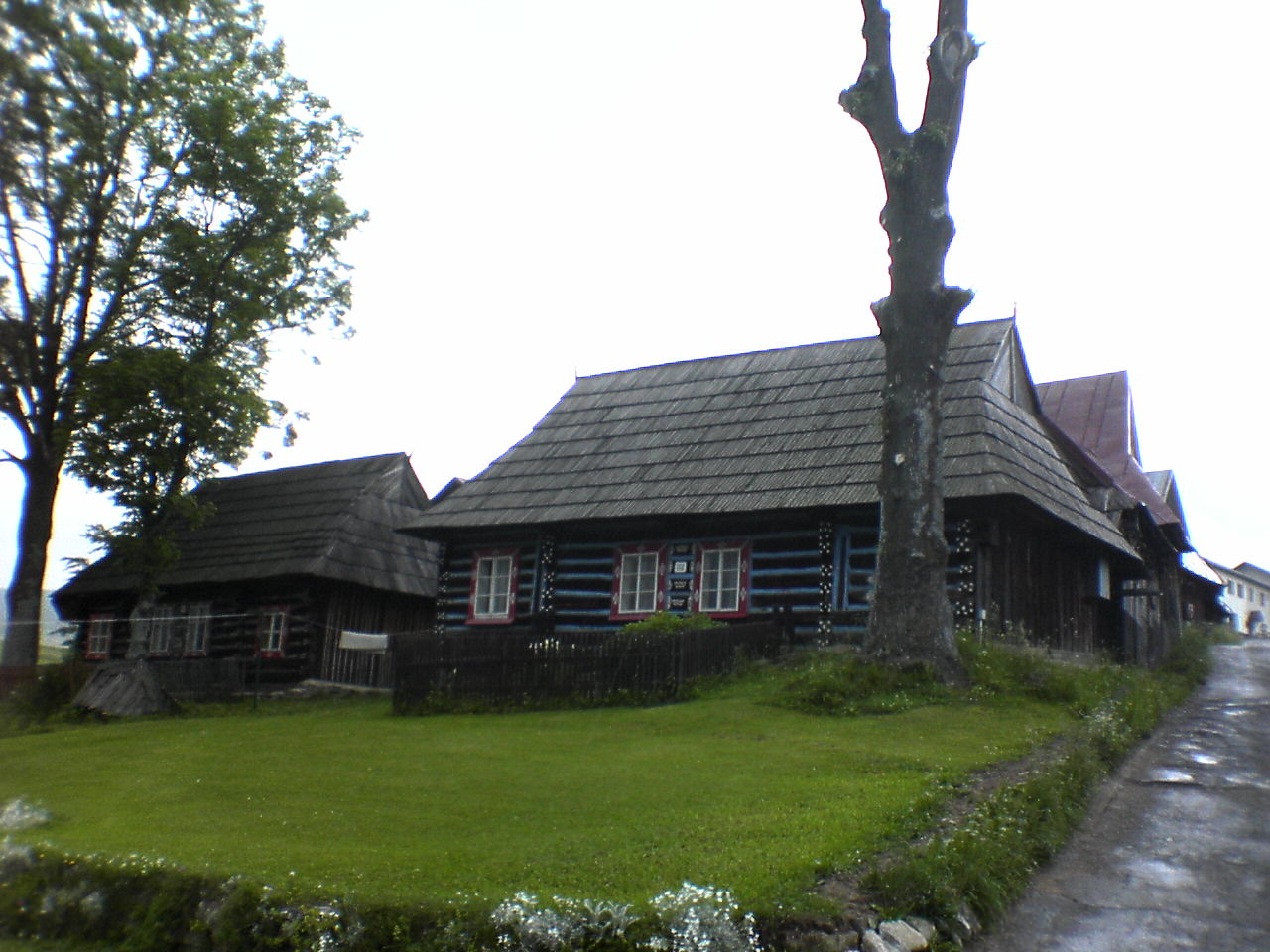
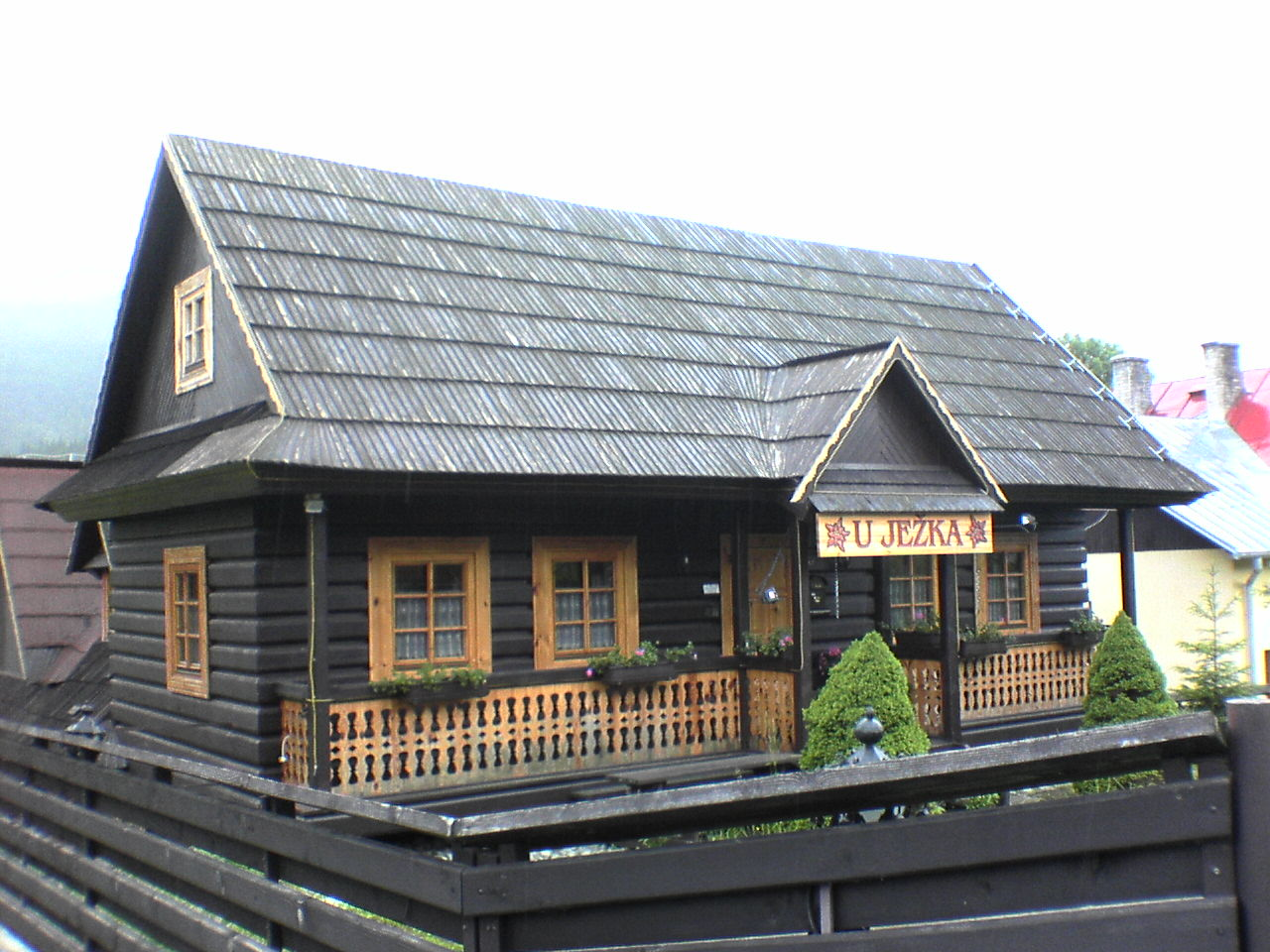